# ISO 3166-2:LC
ISO 3166-2:LC est l'entrée pour Sainte-Lucie dans l'ISO 3166-2, qui fait partie du standard ISO 3166, publié par l'Organisation internationale de normalisation (ISO), et qui définit des codes pour les noms des principales administration territoriales (e.g. provinces ou États fédérés) pour tous les pays ayant un code ISO 3166-1.

## Districts (10)
Les noms des subdivisions sont listés selon l'usage de la norme ISO 3166-2, publiée par l'agence de maintenance de l'ISO 3166.
```
LC-01
 
Anse-la-Raye

LC-12
 
Canaries

LC-02
 
Castries

LC-03
 
Choiseul

LC-05
 
Dennery

LC-06
 
Gros Islet

LC-07
 
Laborie

LC-08
 
Micoud

LC-10
 
Soufrière

LC-11
 
Vieux-Fort
```

Historique des changements
- 13 décembre 2007 : Quartiers ajoutés
- 31 octobre 2014 : Modification de la catégorie de subdivision en district; ajout d'un district LC-12; suppression de 2 districts LC-04 (anciennement attribué à Dauphin) et LC-09 (anciennement attribué respectivement à Dauphin et Praslin); mise à jour de la Liste Source
- 27 novembre 2015 : Mise à jour de la Liste Source